# Soloșîne, Kobeleakî
Soloșîne (în ucraineană Солошине) este un sat în comuna Hrîhoro-Brîhadîrivka din raionul Kobeleakî, regiunea Poltava, Ucraina.

## Demografie
Componența lingvistică a localității Soloșîne
     Ucraineană (97,49%)
     Rusă (2,27%)
     Alte limbi (0,24%)
Conform recensământului din 2001, majoritatea populației localității Soloșîne era vorbitoare de ucraineană (97,49%), existând în minoritate și vorbitori de rusă (2,27%).